# Ludvig Fritzson
Nils Ludvig Fritzson là một cầu thủ bóng đá người Thụy Điển cho Östersunds FK, thi đấu ở vị trí attacking midfielder.

## Sự nghiệp
Sinh ra ở Mölltorp, Fritzson bắt đầu sự nghiệp ở đội trẻ của đội bóng địa phương Mölltorp/Breviks trước khi ra mắt tại Tibro AIK. Sau khi gây ấn tượng ở giải hạng dưới cho Tibro, anh thu hút sự chú ý của đội bóng Superettan Degerfors IF. Trong 2 mùa giải, anh ghi 9 bàn trong 50 trận, và tiếp tục thu hút sự chú ý của Östersunds FK tại Allsvenskan. Trong mùa giải đầu tiên với câu lạc bộ, anh ra sân 13 lần, ghi 2 bàn, trong đó có 1 bàn thắng quyết định trước IFK Göteborg.